# 2018 في لبنان
فيما يلي قوائم الأحداث التي وقعت خلال عام 2018 في لبنان.

## أحداث
- 6 مايو – الانتخابات البرلمانية اللبنانية 2018

## شخصيات دينية
شخصيات دينية لبنانية في 2018 في منصب:
- عبد اللطيف دريان - مفتي الجمهورية اللبنانية
- علي الأمين - مفتي الجعفري
- عبد الأمير قبلان - رئيس المجلس الإسلامي الشيعي الأعلى
- نعيم حسن - مشيخة عقل طائفة الموحدين الدروز في لبنان
- بشارة بطرس الراعي - بطريرك أنطاكية الماروني السابع والسبعون
- يوحنا العاشر يازجي - بطريركية أنطاكية وسائر المشرق للروم الأرثوذكس
- أرام الأول - كاثوليكوسية بيت كيليكيا الكبير
- سليم صهيوني - رئيس المجمع الأعلى للطائفة الإنجيلية في سوريا ولبنان

## أفلام
من الأفلام التي صدرت هذه السنة في لبنان:
- 1 يناير – قضية رقم 23 من إخراج زياد دويري.

## وفيات

### يناير
- 1 يناير – أحمد اللدن (مواليد 1953) عالمٌ مُسلمٌ وكاتب وخطَّاط وداعية ومُفكِّر لُبناني.
- 26 يناير – نهاد طربيه (مواليد 1950) مطرب وعازف عود لبناني.
- 27 يناير – جوزيف الهاشم (مواليد 1925) شاعر زجل لبناني.[1]
- 31 يناير – موسى المعماري (مواليد 1930) فنان ومعماري لُبناني اشتهر بعد بنائه قلعته الشهيرة التي سُميت على اسمه «قلعة موسى».[2]

### مارس
- 14 مارس – إيميلي نصر الله (مواليد 1931) كاتبة لبنانية.[3]